# Piasek (Lubliniec)
Pour les articles homonymes, voir Piasek.
Piasek est une localité polonaise de la gmina de Woźniki, située dans le powiat de Lubliniec en voïvodie de Silésie.

## Histoire
De 1743 à 1922, Ludwigsthal fait partie de l'arrondissement de Lublinitz dans le district d'Oppeln au sein de la province de Silésie.